# Огресгалс
О́гресгалс (латыш. Ogresgals) — населённый пункт в Огрском крае Латвии. Административный центр Огресгальской волости. Находится на правом берегу реки Огре. Расстояние до города Огре составляет около 13 км.
По данным на 2018 год, в населённом пункте проживало 1403 человека. Есть волостная администрация, начальная школа, народный дом, библиотека, почта, магазин, аптека.

## История
В советское время населённый пункт был центром Огресгалского сельсовета Огрского района. В селе располагалась Огрская опытная станция садоводства.